# Phytoliriomyza aysensis
Phytoliriomyza aysensis este o specie de muște din genul Phytoliriomyza, familia Agromyzidae, descrisă de Spencer în anul 1982. Conform Catalogue of Life specia Phytoliriomyza aysensis nu are subspecii cunoscute.